# Cristina Riba i Roig
Cristina Riba i Roig (Manresa, 1980) es una periodista y presentadora de televisión española.

## Trayectoria
Se licenció en periodismo en la Universidad Autònoma de Barcelona. Comenzó la actividad profesional en el programa Volta i volta de RAC1 entre los meses de julio y agosto de 2002. Después, en esta misma emisora, fue productora del programa Problemes domèstics entre septiembre de 2002 y julio de 2003. También fue productora y guionista del magacín del fin de semana Això no és vida el julio y agosto de 2003. El septiembre de 2003 se trasladó a ciudad de Nueva York, donde residió hasta el mes de marzo de 2004 y fue corresponsal del programa, también emitido por RAC1, L'hora del pati. Fichó como redactora para los servicios informativos de Televisión de Cataluña (TVC) hasta abril de 2007. Volvió a Nueva York en mayo de 2007 donde fue redactora y reportera de NY1 Noticias. Igualmente, colaboró a las llanuras del rotativo El diario de ciudad de Nueva York. Desde ahí, también fue reportera del programa Celebrities, emitido por La Sexta.
En junio de 2008 volvió a Cataluña y se incorporó como redactora y, más adelante, como presentadora, en el Canal 3/24 y en los servicios informativos de TVC. También fue directora del sorteo de La Grossa de Sant Jordi (la lotería catalana) en 2017. Durante junio y agosto de 2017 presentó el TN migdia y, a partir de septiembre de 2017, presenta, junto con Ramon Pellicer, el TN cap de setmana.